# Subprefectura de Santo Amaro
La subprefectura de Santo Amaro es una de las 32 subprefecturas de la ciudad de São Paulo, siendo regida por la Ley Nº 13,999 del 1 de agosto del 2002.
Está conformada por tres distritos: Santo Amaro, Campo Belo y Campo Grande que sumados representan un área de 37.5 kilómetros cuadrados y una población de 219 659 habitantes.

## Historia
Con la llegada de los portugueses a Brasil durante el período de colonización, más concretamente en 1556, en la Capitanía de San Vicente, los jesuitas que querían llevar a cabo el proceso de catequización de los indios y otros trabajos para la Compañía de Jesús, se dividieron en tres lugares diferentes elegidos por Manuel da Nóbrega, Padre Provincial de los Jesuitas: Casa de São Paulo da Companhia de Jesus, situada en São Paulo; Casa de São Vicente, en São Vicente; y Jeribatiba, en Santo Amaro.
Debido a este proceso de catequización, muchos indios y colonos permanecieron en la región de Santo Amaro después de este período. Como resultado, el jesuita José de Anchieta propuso la creación de una iglesia con la intención de establecer un asentamiento. Una estatua de madera de Santo Amaro, patrón de los agricultores, fue donada a la iglesia por João Paes y su esposa, Suzana Rodrigues, en 1560, cuando la región comenzó a llamarse Santo Amaro. En la actualidad, la imagen se conserva en la iglesia principal de Santo Amaro.
En 1832 Santo Amaro fue elevado a municipio, jerarquía que mantuvo hasta 1935 cuando fue anexionado al municipio de São Paulo. El antiguo municipio de Santo Amaro pasó a ser la Subprefectura de Santo Amaro, que más tarde se convirtió en Administración Regional y luego volvió a ser subprefectura.